# Antiguo Ayuntamiento de Legnica
El antiguo ayuntamiento de Legnica, es un edificio histórico  de estilo barroco construido entre 1737 y 1741 en Legnica, Polonia. Inicialmente fue la sede de las autoridades municipales pero en 1928 se convirtió en el teatro. Actualmente, el edificio alberga la administración del teatro y el vestuario.

## Historia
El primer ayuntamiento de madera en Legnica se construyó ya en el siglo XIV, sobre la base del privilegio del duque Boleslao III el Generoso. Este edificio como el siguiente, de ladrillo, resultó dañado en incendios. La construcción actual fue erigida en los años 1737-1741 bajo la dirección de Franz Michael Sheerhofer, como una parte de las edificaciones del mercado. La primera reunión del concejo municipal se celebró el 15 de mayo de 1741 y la última, 164 años después, el 8 de abril de 1905. El edificio fue reconstruido en 1836 y luego nuevamente en los años 1926-1928, con el fin de convertirlo en el teatro, se agregó una torre baja, en aquel entonces. La edificación fue renovada en 1960, y recientemente en los años 1977-1978.      
Por decisión del conservador provincial de monumentos del 29 de marzo de 1949 el edificio fue inscrito al registro público de monumentos históricos.

## Arquitectura
Este edificio barroco tiene tres tramos, una amplia entrada y tres pisos. En el eje del edificio hay un cuerpo adelantado, resaltado por dos tramos de escaleras externas. La planta baja almohadillada sostiene las pilastras que dividen la fachada. La edificación está cubierta con el techo inclinado con buhardillas y el cuerpo adelantado con cubierta en pabellón. Hoy en día, el Antiguo Ayuntamiento está conectado integralmente con el edificio del teatro contiguo en el lado norte. El edificio es utilizado por la administración del Teatro de Helena Modrzejewska en Legnica y también alberga el vestuario de actores.      

## Galería

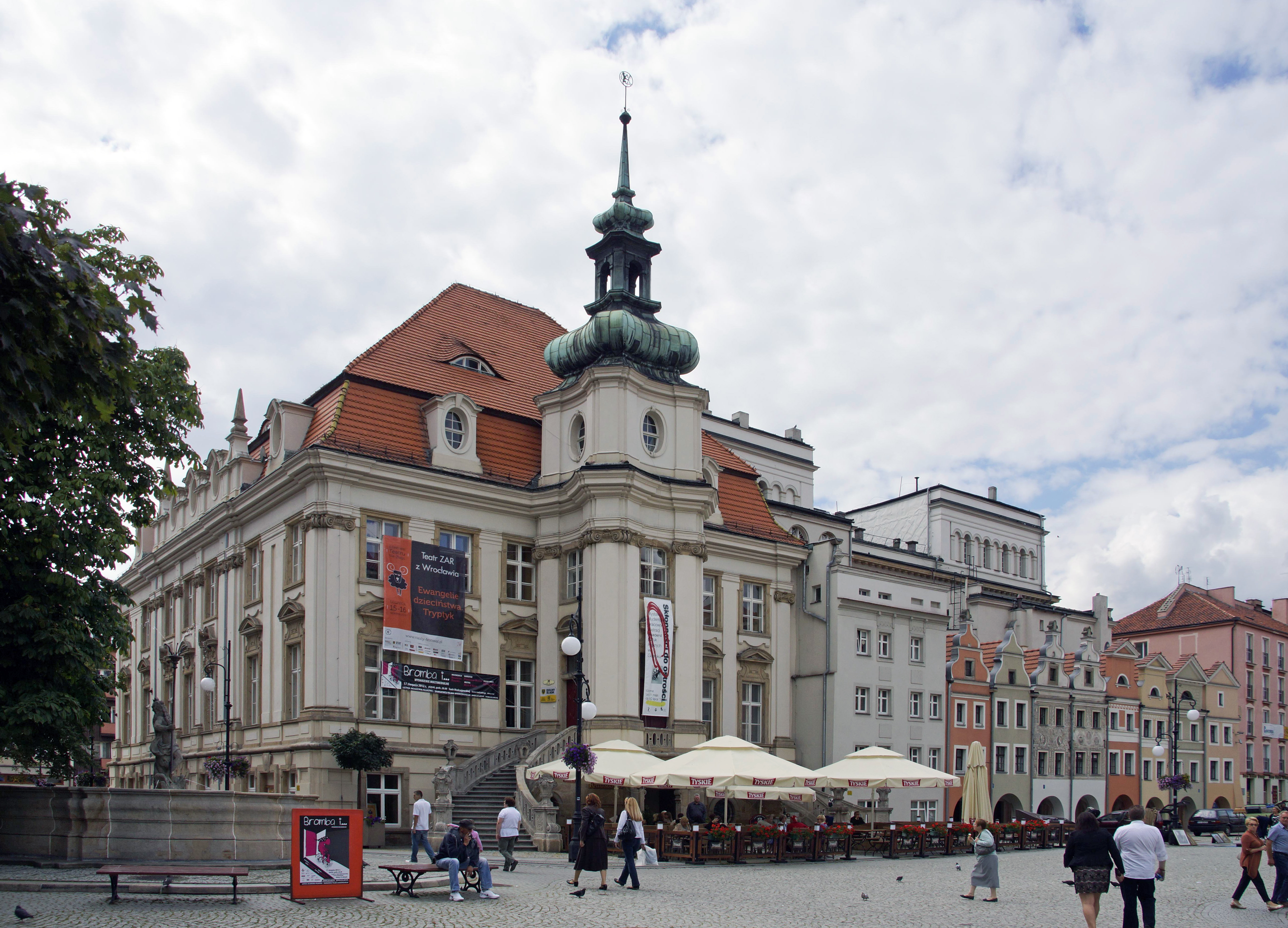
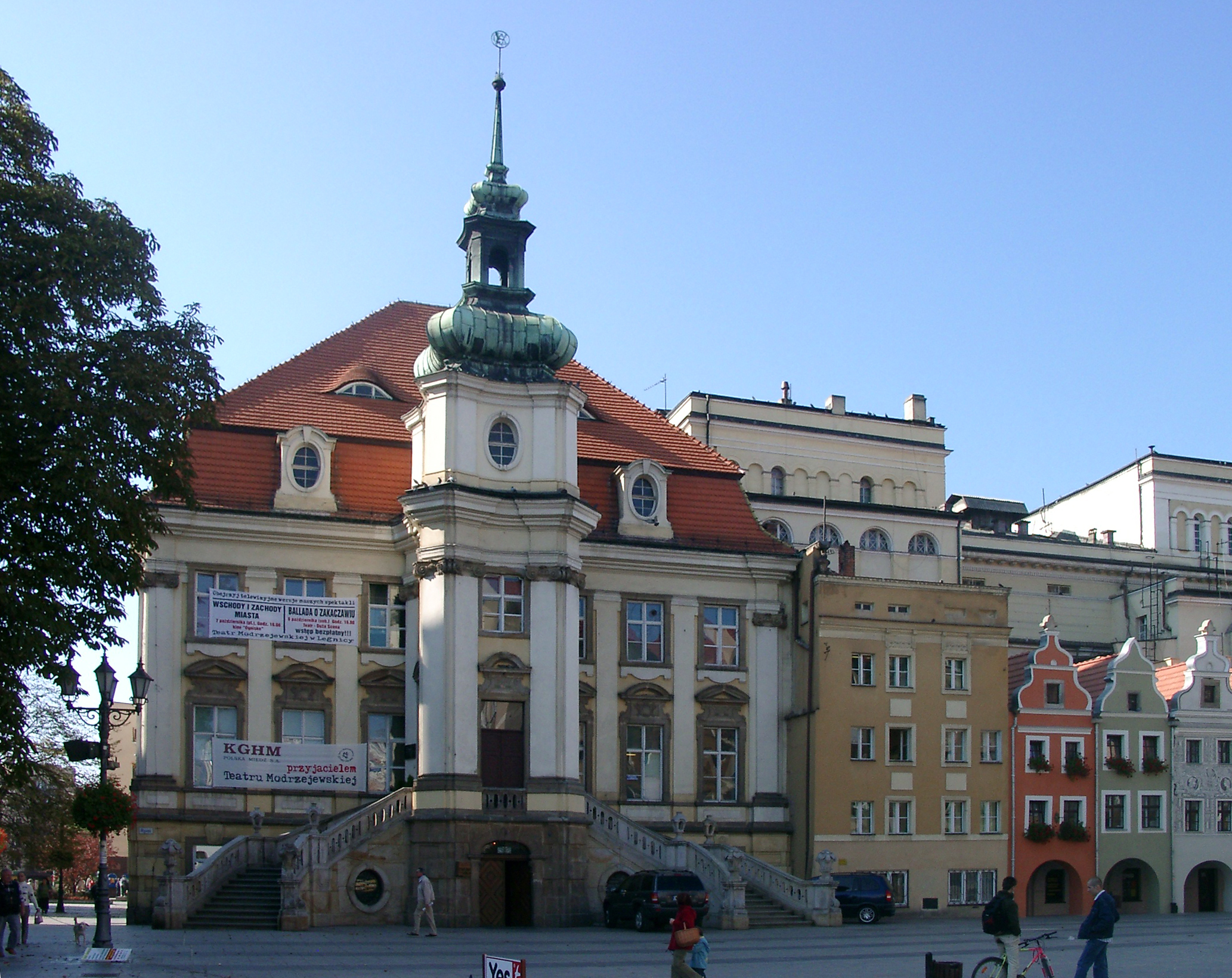
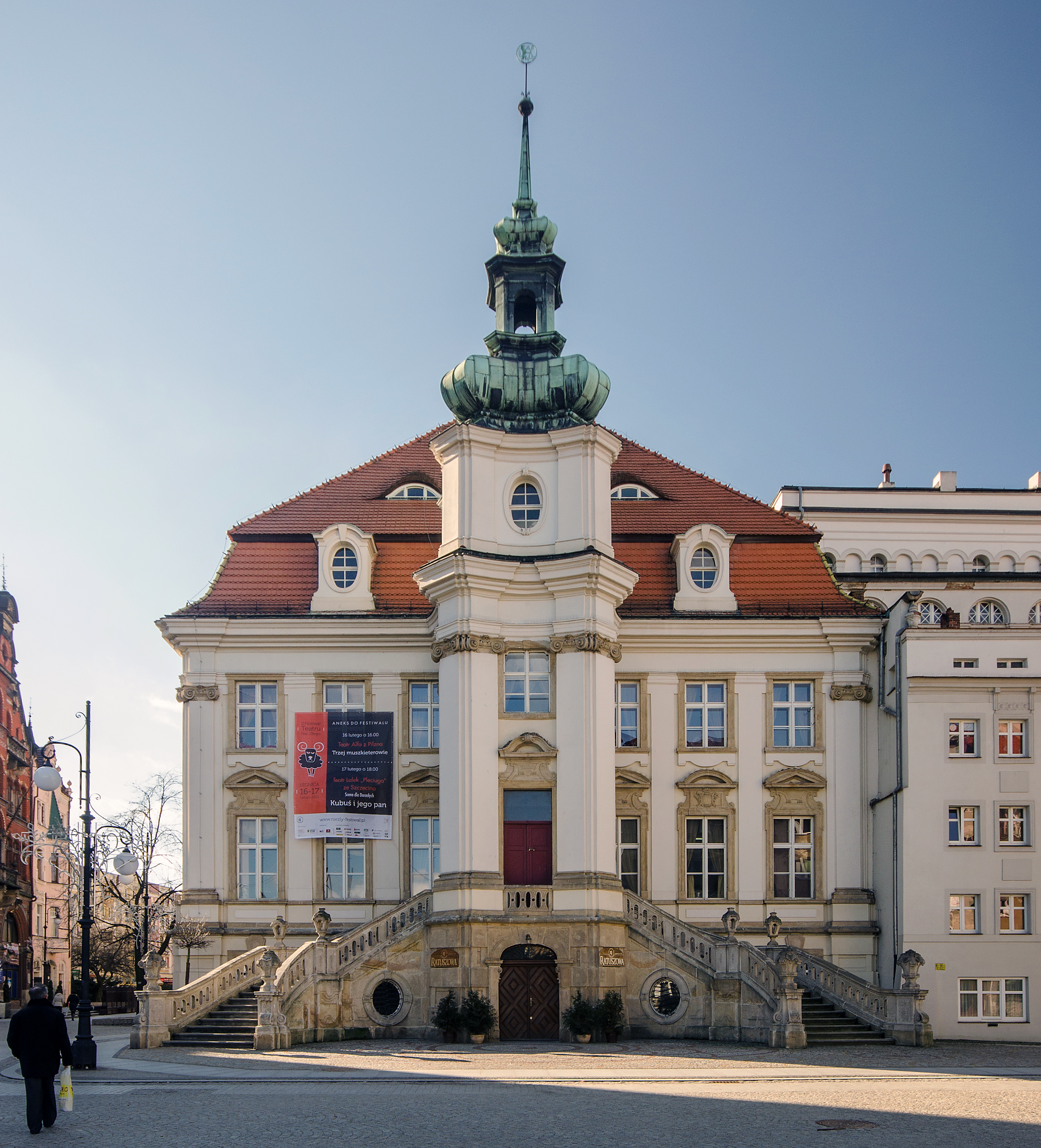
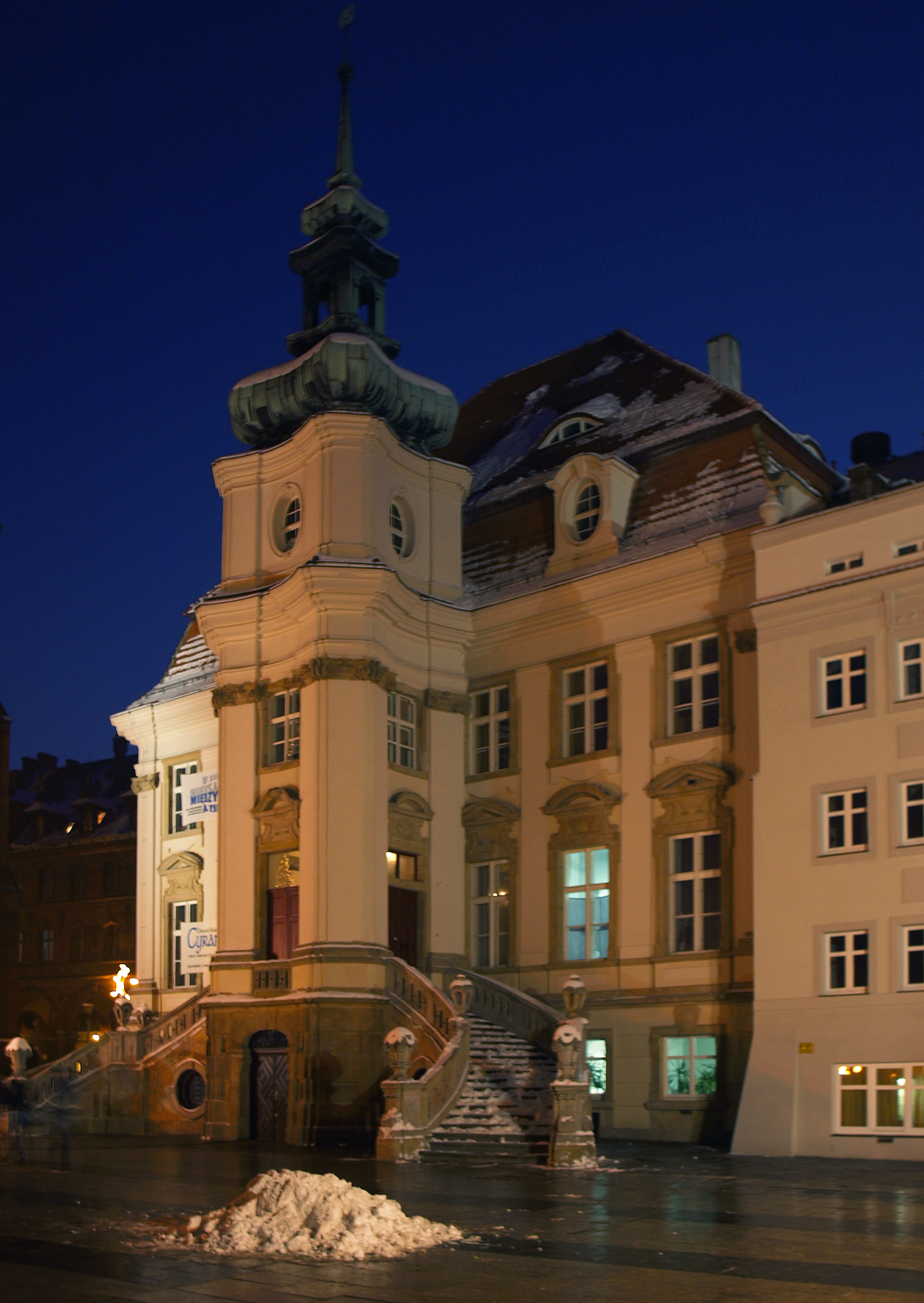